# أويو (إزار)
أويو هي بلدية في إزار في جنوب شرق فرنسا.